# Ніч яка місячна
«Ніч яка місячна» (Ночь какая лунная) — украинская песня, слова которой написал Михаил Старицкий, хотя в большинстве источников она упоминается как «народная песня». Музыка написана Николаем Лысенко, а впоследствии и Андреем Волощенко и Василием Овчинниковым. Музыка А. Волощенко и В. Овчинникова была напечатана в 3-й части «Школы игры на бандуре» В. Шевченко в типографии В. Гроссе 1914 года.

## Исполнения
Самая ранняя известная запись романса 1937 года была сделана Николаем Платоновым с аккомпанементом Оскара Сандлера (фортепиано), Л. Розенфельда (скрипка) и В. Хотинского (виолончель). Единственный известный сохранившийся экземпляр грампластинки с этой записью Ногинского завода грампластинок находится в частной коллекции Олега Беседина (Днепропетровск).
Песня исполняется Николаем Кондратюком в советском фильме 1973 года «В бой идут одни „старики“».
Весной 2022 года англоязычную кавер-версию песни (What A Moonlit Night) записал британский певец Марк Алмонд; средства от распространения записи он предполагал передать в гуманитарную организацию DEC Ukraine Humanitarian Appeal, помогающую жителям Украины, пострадавшим от российского вторжения. Песня вошла в благотворительный музыкальный сборник 2023 года Heal The Sky, собранный Борисом Гребенщиковым.

## Текст
| Оригинальный текст | Перевод |
| --- | --- |
| ВИКЛИК Михайло Петрович Старицький 1870 р. Ніч яка, Господи! Місячна, зоряна: Ясно, хоч голки збирай… Вийди, коханая, працею зморена, Хоч на хвилиночку в гай! Сядем укупі ми тут під калиною – І над панами я пан… Глянь, моя рибонько, – срібною хвилею Стелеться полем туман; Гай чарівний, ніби променем всипаний, Чи загадався, чи спить? Он на стрункій та високій осичині Листя пестливо тремтить; Небо незміряне всипано зорями – Що то за Божа краса! Перлами-зорями теж під тополями Грає перлиста роса. Ти не лякайся-но, що свої ніженьки Вмочиш в холодну росу: Я тебе, вірная, аж до хатиноньки Сам на руках однесу. Ти не лякайсь, а що змерзнеш, лебедонько: Тепло – ні вітру, ні хмар… Я пригорну тебе до свого серденька, Й займеться зразу, мов жар; Ти не лякайсь, аби тут та підслухали Тиху розмову твою: Нічка поклала всіх, соном окутала – Ані шелесне в гаю! Сплять вороги твої, знуджені працею, Нас не сполоха їх сміх… Чи ж нам, окривдженим долею клятою, Й хвиля кохання – за гріх? | Вызов Михаил Петрович Старицкий 1870 год Ночь какая Господи! Лунная, звёздная: Видно, хоть иголки собирай... Выйди, любимая, утомленная работой , Хоть на минуточку в рощу! Сядем рядом мы здесь под калиною – И над господами я господин... Глянь, моя рыбонька, — серебряной волной Стелется в поле туман. Роща волшебная, будто лучами усыпана, Или задумалась, или спит? Вон на стройной и высокой осине Листья нежно дрожат. Небо неизмеримое усыпано звёздами – Что за Божья красота! Жемчужинками-звездочками тоже под тополями Играет капельками роса. Ты не пугайся лишь, что свои ножки Намочишь в холодную росу: Я тебя, верная, до самой хатёнки Сам на руках отнесу. Ты не пугайся, что замерзнешь, лебёдушка: Тепло – ни ветра, ни облаков ... Я прижму тебя к своему сердцу, Оно загорится, как жар. Ты не бойся, чтобы здесь и подслушали Тихий разговор твой: Ночка положила всех и сном окутала – Ничего не шелохнется в роще! Спят враги твои, измученные трудом, Нас не вспугнет их смех ... Или же нам, оскорбленным судьбой проклятой, И минута любви – это грех? |

В течение XX века текст песни претерпел некоторые изменения; в частности, из первых строк исчезло нежелательное для советской идеологии обращение к Господу: вместо «Ніч яка, Господи! Місячна, зоряна: // Ясно, хоч голки збирай…» в песенных сборниках обычно приводился вариант «Ніч яка місячна, зоряна, ясная! // Видно, хоч голки збирай...». Также текст обычно обрывался после слов  «А воно (ж) палке, (як/мов) жар», заменивших исходные «Й займеться зразу, мов жар». В таком виде песня часто исполняется и в настоящее время.